# 一本松町改良
一本松町改良（いっぽんまつちょうかいりょう）は愛媛県南宇和郡愛南町増田から同町満倉（旧一本松町）に至る延長4.6km区間を線形改良、幅員確保による走行性の向上を図り、交流圏の拡大、さらに産業・観光等の交流・連携に資する道路として地域の発展に貢献することを目的としたものである。

## 概要
- 起点: 愛南町増田
- 終点: 愛南町満倉
- 延長: 4.6km
- 規格: 第3種第2級
- 車線数: 完成2車線
- 道路幅員: 11m
- 車線幅員: 3.25m
- 設計速度: 60km/h

## 沿革
- 1976年（昭和51年） - 事業化。
- 1977年（昭和52年） - 用地着手。
- 1978年（昭和53年） - 工事着手。
- 1979年（昭和54年）12月 - L=1.4km供用。
- 1997年（平成9年）8月 - L=1.4km供用。
- 2000年（平成12年）12月 - 全線供用。

## 通過市町村
- 愛南町

## 当該道路の位置関係
- （宇和島方面） - 国道56号
- （中村方面） - 国道56号